# Vesna Pisarović
Vesna Pisarović   (Brčko, 9 d'abril de 1978) és una cantant croata.

## Biografia
Pisarović va créixer a Požega (Croàcia), fins als 14 anys. Des de petita va anar a una escola de música, on tocà la flauta, cantà en cors i participà en diversos concursos musicals. A mitjans dels anys 90 es traslladà a Zagreb, (Croàcia), on continua la seva carrera musical. Va començar component temes i cantant en clubs. L'any 1997, en què va participar en el Zadarfest, va conèixer Milana Vlaović. Vlaović començà a compondre cançons per a Vesna. L'any 2002, Vesna Pisarović va guanyar l'edició del festival Dora, el concurs que determina la cançó representant de Croàcia al Festival d'Eurovisió. El seu tema "Everything I Want" ("Tot el que vull") va ser 11è al Festival d'Eurovisió. Dos anys més tard (2004) va escriure "In The Disco" amb què el cantant Deen va representar Bòsnia-Hercegovina al Festival d'Eurovisió 2004.
Vesna Pisarović ha tret al mercat els següents treballs: 
- Da znaš ("Si sabessis"), 2000, primer àlbum en vendes de l'any a Croàcia. Inclou èxits com ara "Da znaš", "Poslije svega", "Sve na svijetu" i "Ja čekam noć").
- Za tebe stvorena ("Feta per a tu"), 2001 (alguns temes inclosos són: "Za tebe stvorena", "Da je meni (oko moje)", "Da sutra umrem" i "Jutro donosi kraj").
- "Everything I want", és el tema amb què Vesna va representar Croàcia a Eurovisió l'any 2002.
- Kao da je vrijeme ("Com si fos el temps"), és el tercer àlbum de Vesna, però també el seu àlbum-debut a Sèrbia, Montenegro i Macedònia. Inclou èxits com "Kao da je vrijeme...", "Sasvim sigurna", "Bježi od mene" o "Ivane", 2002
- "Best of", ("El millor de") 2003
- Pjesma mi je sve ("Cantar ho és tot per a mi"), inclou èxits com "Dolje na koljena", "Ljubomora", "Ne dam da odeš", "Spremna sam" i "Svrha ljubavi". Va sortir l'any 2003.
- Peti ("Cinc"). Vesna presenta 8 temes inèdits en aquest àlbum que van des del pop-rock ("Hypohondar", "Ti si kriv"), a l'electrosound ("Zašto mi lažeš", "Srela sam anđela"), passant pel jazz ("Stranac"), el folk ("Ovo nije moje vrijeme") o les balades ("Neka ljudi govore", "Ti ne znaš što je ljubav")... 2005.

A més, Vesna ha aconseguit col·locar-se en el número 1 a Croàcia amb el seu nou single "Imam sve, al' tebe ne".
Vesna Pisarović ha aconseguit premis en nombrosos festivals ("Dora" 2002, Zadarfest 2003, "Zlatne žice Slavonije" 2004, 2005…).